# Diretor de criação
O diretor de criação em propaganda e marketing é o responsável pelo departamento de criação, aprovar e lapidar as peças criadas pelo redator e diretor de arte.
Além de supervisionar e aprovar as criações, orienta a equipe, dando ritmo e direção as campanhas para que estejam de acordo com o briefing de comunicação e de criação.
Também sai para o campo físico a observar o mercado. Buscar certeza do seu desempenho e o que está pela frente ou a enfrentar.